# Бежаницкая волость

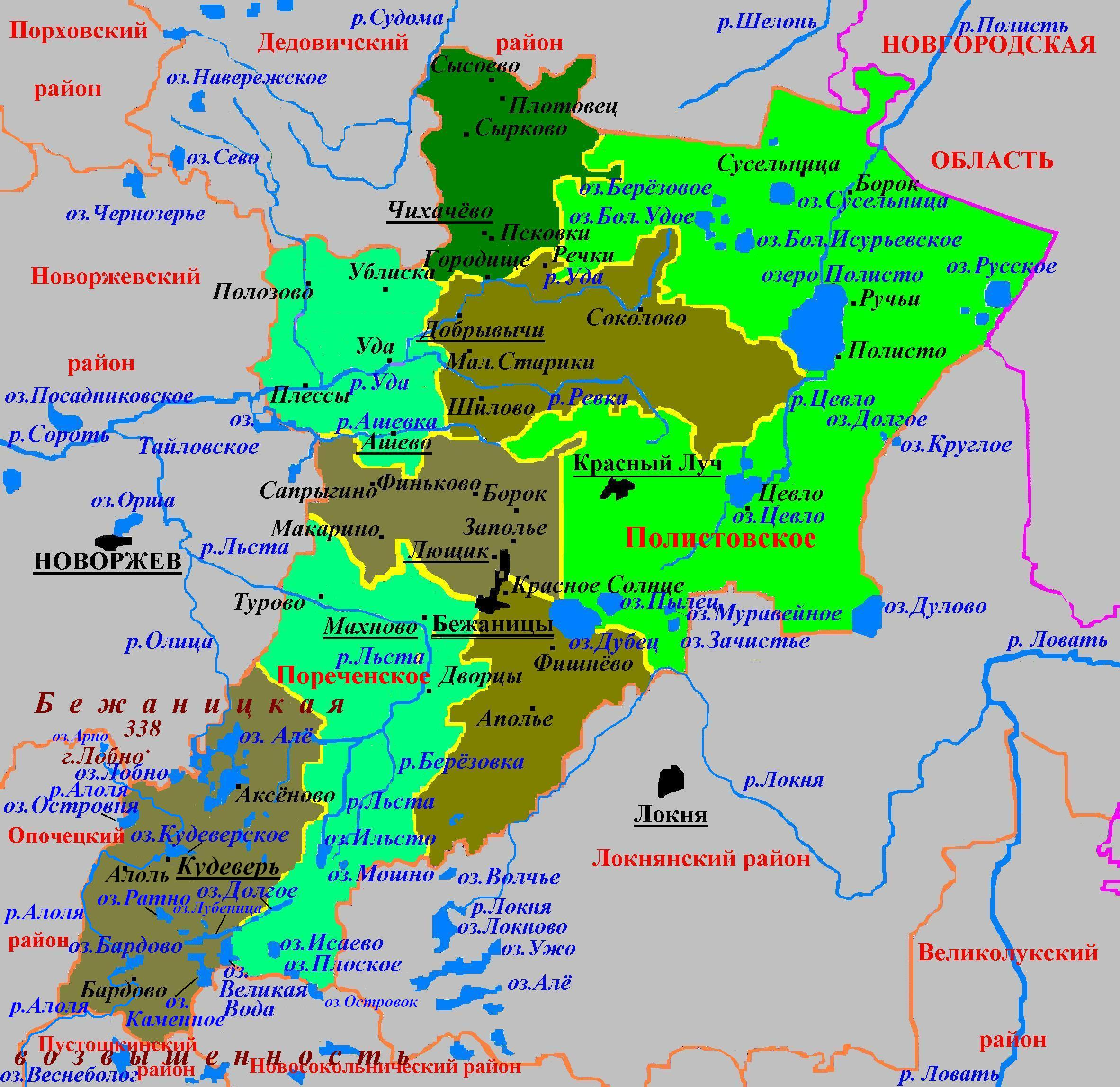
Административное деление Бежаницкого района в 2010—2015 гг.

Бежаницкая волость — упразднённые административно-территориальная единица 3-го уровня и муниципальное образование со статусом сельского поселения в Бежаницком районе Псковской области России.
Административный центр — посёлок городского типа (рабочий посёлок) Бежаницы — административно находился вне волости на северо-западной её границе.

## География
Территория волости граничила на севере с муниципальным образованием городское поселение Бежаницы и Лющикской волостью, на западе — с муниципальным образованием сельское поселение Пореченское (ранее — бывшими Дворицкой и Махновской волостями), на северо-востоке — с муниципальным образованием сельское поселение Полистовское (ранее — бывшими сельским поселением Цевельская волость и городским поселением Красный Луч), на востоке — с Локнянским районом.

## Население
| 2002 | 2010 | 2012 | 2013 | 2014 | 2015 |
| ---- | ---- | ---- | ---- | ---- | ---- |
| 1250 | ↘981 | ↘940 | ↘909 | ↗937 | ↘886 |

## Населённые пункты
В состав Бежаницкой волости входило 67 деревень: Апарино, Аполье, Ащеркино, Баранцево, Богаткино, Большая Горка, Ботвино, Брагино, Вандино, Вересимово, Вырыхайлово, Глубоково, Грибово, Гусево, Дехово, Дешково, Долговка, Доманово, Дощаново, Ермолино, Загоскино, Иваново, Китово, Климово, Клишковичи, Козья Горка, Конново, Красное Солнце, Кудрявцево, Кунавино, Лопырево, Лоскино, Луг, Ляпино, Машатино, Меденицы, Минино, Минино-Карамышево, Назаркино, Оленино, Погорелово-1 (или Погорелово), Подвишенье, Речки, Рог, Рогозина Гора, Родионово, Сахново, Селиваново, Смыково, Соколье, Спицино, Стайки, Тархово, Терехово, Тигощи, Троица, Тройкино, Ульяниха, Федорково, Фишнево, Хилково, Шантилиха, Шахматово, Шахматовское Иваньково, Шилово, Юхново, Язвы.

## История
Постановлением Псковского областного Собрания депутатов от 26 января 1995 года все сельсоветы в Псковской области были переименованы в волости, в том числе Бежаницкий сельсовет был превращён в Бежаницкую волость.
Законом Псковской области от 28 февраля 2005 года была упразднена Аполинская волость (с центром в д. Аполье) в пользу Бежаницкой волости, в новых границах которой также было создано муниципальное образование Бежаницкая волость со статусом сельского поселения с 1 января 2006 года в составе муниципального образования Бежаницкий район со статусом муниципального района.
Законом Псковской области от 30 марта 2015 года Бежаницкая волость была упразднена, а её территория 11 апреля 2015 года с соседними сельскими поселениями (Пореченское и Кудеверская волость) была объединена в новое сельское поселение Бежаницкое.